# 이규보
이규보(李奎報, 1169년 1월 15일(음력 1168년 12월 16일) ∼ 1241년 10월 8일(음력 9월 2일))는 고려의 문신이자 시인이었다. 본관은 황려(黃驪). 초명은 이인저(李仁氐), 자는 춘경(春卿), 호는 백운거사(白雲居士)·백운산인(白雲山人)이며, 시호는 문순(文順)이다.
고려 무인 집권기 최씨정권에 순종하며 활동한 문인 중의 한사람이다.
이규보가 남긴 시와 문장은 고려시대 문학을 이해하는 데 중요한 자료가 되고 있다.

## 백운 거사(白雲居士)
그의 호 백운 거사는 구름처럼 자유분방하던 그의 모습을 구름에 빗대어 표현한 것으로 새로움과 개성을 추구하던 그의 문학적 세계를 잘 보여주는 호이다. '거사'란 불교에서 사용하는 용어로 이규보가 살던 고려 시대 불교 위주의 분위기에서 영향을 받은 것으로 보인다.

## 문학 세계

### 신의론(新意論)
이규보는 당대 큰 문장가이던 이인로와는 정반대의 문학관을 갖고 있었는데, 이인로의 용사론이 과거의 고전에서 좋은 구절을 응용하여 시를 짓자는 의견인 반면 이규보는 자신의 개성을 발휘하여 시인 자신의 목소리로 독창적인 표현을 써야한다는 신의론을 주장했다. 때문에 이규보의 작품에는 기존 한시에서는 쓰지 않았던 매우 독창적이면서도 그 표현이 탁월한 명구절들이 많다. 그의 대표시 <미인원>은 그의 기발한 시적 세계를 잘 보여주는 작품으로서 지금 입장에서 보아도 매우 파격적인 회문시(回文詩, 앞에서 뒤로 또는 뒤에서 앞으로 읽어도 의미가 통하는 한시)의 형태를 취하고 있다.

### 사륜정(四輪亭)
이규보의 독창적이면서 기발한 면모를 잘 보여주는 것이 바로 사륜정인데, 이것은 네 발 바퀴가 달려있고 가벼운 대나무로 만든 정자로서 기존에 사람들이 생각하지 못 했던 기발한 것을 발명해 내는 그의 면모를 잘 보여준다. 이규보의 사륜정 실물은 경기도 양평군 석창원에 있다.

### 민족혼을 깨우는 시
이규보는 개성 천마산 은거 시절, 고구려의 계승 국가 고려의 정통성을 세우고 고려인의 단결을 이끌어내려는 목적으로 <동명왕편>을 지었다. 이것은 당시 무인 집권에서 생긴 혼란과, 또 백제, 신라 부흥 운동으로 고려의 정통성마저 부정하는 상황 속에서 고려가 고구려를 계승한 정통 민족 국가임을 내세우기 위하려는 의도에서 쓰여졌다고 평가받는다. <동명왕편>은 이후 이승휴의 <제왕운기>, 조선 초기의 태조 이성계의 업적을 찬양한 <용비어천가> 창작에도 영향을 끼쳐 민족 서사시의 정통을 최초로 수립한 것으로 평가받는다.

### 가전체 문학
그는 시 외에 여러편의 서사 문학 작품을 남겼는데, 대표적으로 술을 주인공으로 한 <국선생전>이 있다. 가전체 문학은 고대 설화와 근대의 서사 문학 사이의 가교 역할을 했다고 평가받고 있는데, 시뿐만 아니라 한국 서사 문학에서도 그의 업적은 큰 것이었다.

## 생애

### 유년 청년 시절
1168년에 경기도 여주에서 태어난 것으로 전한다. 하지만 그의 흔적이 여주에 거의 남아있지 않고, 정확한 기록이 없어 단정할 수는 없다.
이규보는 어려서부터도 시와 문장에 뛰어났다. 9세 때부터 경사(經師), 백가(百家), 노불(老佛, 도교와 불교)의 문헌을 모두 섭렵하여 한 번만 읽으면 기억하는 기발한 재사였다. 그는 최고의 사학 기관이던 문헌공도에 입학하여 그 가운데서도 두각을 드러냈는데 특히 시를 짓는 속작 시험인 각촉부시에서 이규보는 큰 재능을 보였다.
1189년(명종 19) 예비시험인 사마시(조선시대의 진사시)에 급제하고 이듬해 1190년(명종 21) 본시험인 예부시에 응시하여 동진사(同進士)에 뽑혔다. 그러나 아버지가 죽자 개성의 천마산으로 들어가 호를 백운거사라 하고 글을 쓰며 지냈다. 그는 거기서 〈천마산시〉 등을 썼는데, 특히 영웅 서사시 〈동명왕편〉은 민족의 영웅이자 고구려의 건국자인 동명왕의 생애와 발자취를 노래한 서사시로 한국 문학사에 남긴 큰 업적으로 평가된다.
1199년(신종 2) 동경(경주)에 반란이 일어나자 자원 종군하여 병마녹사(兵馬綠事) 겸 수제(修製)가 되었다.

### 중년
1207년(희종 3) 최충헌의 명으로 〈모정기〉(茅亭記)를 쓰고 권보직한림(權補直翰林)에 임명되다
1213년(강종 2) 40여 운(韻)의 시 〈공작〉(孔雀)을 쓰고 사재승, 1218년(고종 5) 좌사간 등의 벼슬을 역임하였다.
1219년(고종 6) 지방관의 죄를 눈감았다는 이유로 현재의 인천시 계양구 지역인 안남 지역의 계양도호부부사(桂陽都護府副使)로 좌천되었다. 여기서 계양산 산자락에 있는 정자 자오당의 이름을 딴 자오당기 등을 남겼다.

### 말년
1230년(고종 17)에 잠시 위도에 귀양 갔다가 다시 기용되어 집현전 대학사·정당문학·태자소부·참지정사를 거쳐 1237년(고종 24)에는 문하시랑평장사로 관계에서 사퇴했다. 또 대몽 항쟁 시기에는 몽골에 보내는 외교문서를 작성하는 관리로도 활동했다. 말년에 그는 피난 수도가 된 강화도의 학당에서 후학들을 가르쳤고, 벼슬에서 물러났으나 국조의 고문대책과 외국에 오가는 서표 등을 지었으며 7월에 병이 심해져 진양후 최이가 이상국의 문집 간행을 서두르게 하였으나 간행을 보지 못하고 9월 초이틀에 생을 마쳤다.

## 이규보의 흔적

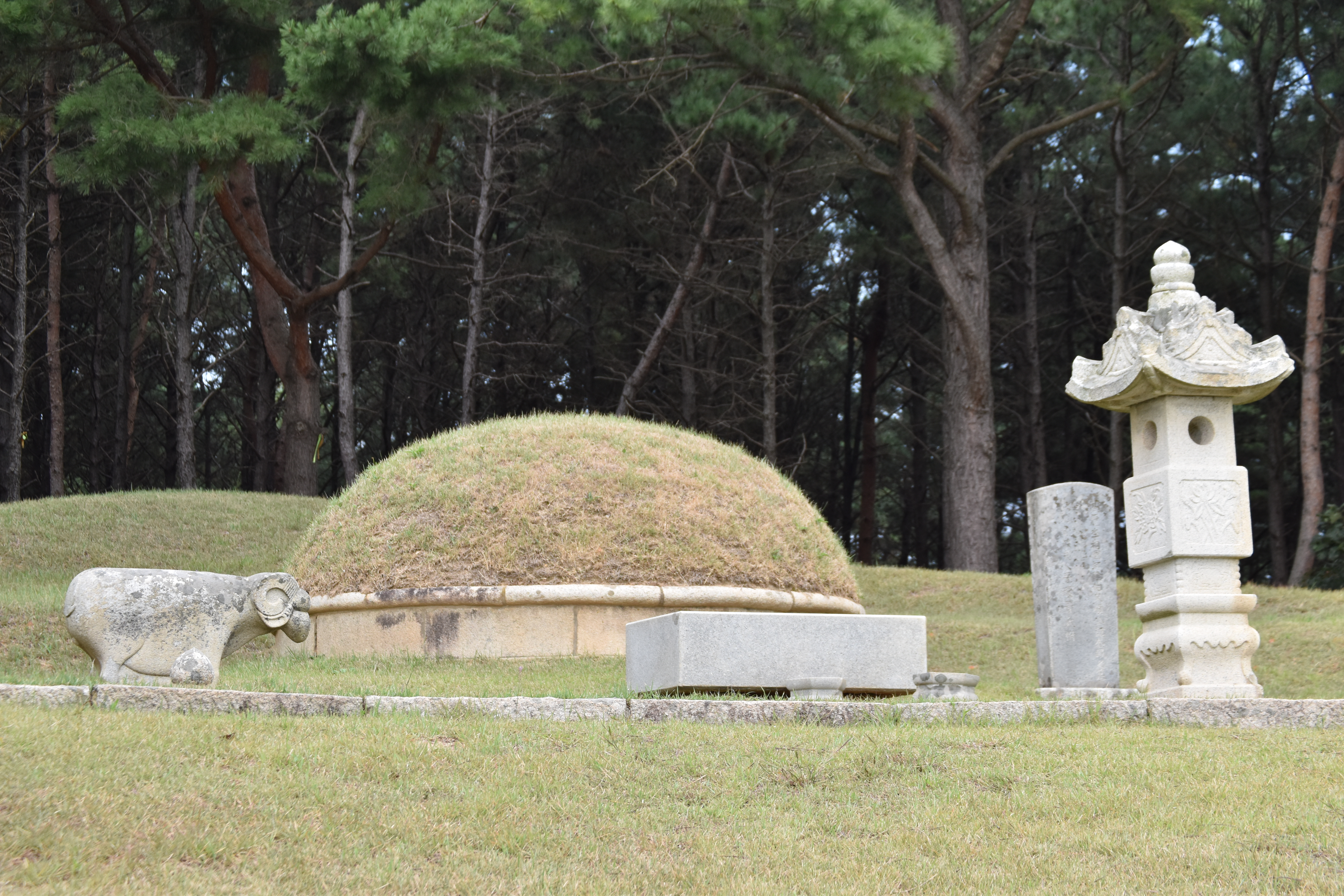
이규보의 묘

- 이규보 묘 : 이규보는 그가 말년을 보내다가 생을 마감한 강화도에 묻혔다. 이규보의 묘는 인천광역시 강화군 길상면 길직리에 소재하며 근처에 이규보의 사당이 함께 있다.
- 이규보로 : 이규보가 계양도호부 부사로 재임했던 것을 기념하여 이규보의 이름을 따서 이름을 붙인 길이다. 인천광역시 부평구 십정동에 소재한다.
- 이규보의 문학시비 : 그의 시비는 고향이었던 경기도 여주, 그가 한동안 재임했던 인천 계양구의 계양산 자락, 그가 인생의 중후반기를 보냈던 강화도 등지에 소재한다.
- 강화문학관: 그가 강화도에서 오랜 시간 지냈던 것을 기념하여 이규보의 문학적 생애 등을 다루고 있다.[3]

## 평가
그는 벼슬에 임명될 때마다 그 감상을 읊은 즉흥시를 쓰기로 유명하였고, 시·거문고·술을 좋아하여 삼혹호 선생(三酷好先生)이라 불리었다. 그는 시에 대한 열정이 굉장하였는데 그의 작품 <시벽>에서 시가 그에게 얼마나 중요한 것이었는지 잘 드러난다. 또 평소 술을 좋아하여 술을 마시지 않고는 시를 지을 수 없을 정도였으며, 술에다가 극존칭인 '선생'이라는 칭호를 붙여 <국선생전>이라는 가전체 문학을 짓기도 하였다.
그는 최씨 무인 정권에 협조하여 권신의 압객(狎客), 기회주의자란 말도 들었으나 기개가 있고 성격이 강직해서 조정에서는 인중룡(人中龍)이란 평도 있었다. 그의 생애 전반기에는 관운이 그리 신통치 않았으나 관계에 들어선 후부터는 벼슬이 차차 올라가, 비교적 순탄한 생애를 보냈다. 한두 차례 좌천과 귀양도 있었지만 짧은 기간이었고 글 한 수에 벼슬 하나를 얻는 글재주로써 관운이 있었던 사람이다.
한편 그는 이권에 개입하지 않은 순수하고 양심적인 관직자였으나 소심한 사람이었다는 평가도 있다. 학식은 풍부하였으나 작품들은 깊이 생각한 끝에 나타낸 자기표현이 아니라 그때그때마다 떠오르는 바를 그대로 표출한 것이었다. 그는 본질적으로 입신출세주의자이며 보신주의자였다.
그렇게 된 근본이유는 가문을 일으키고, 고유의 문명을 크게 떨치고자 하는 명예심에서였다. 최이에게 바쳐진 그의 시들이 최이의 은의에 대해 감사를 나타내고 있는 것은 당연한 일이었다. 그는 최씨정권 아래에서 볼 수 있는 일반 문한직 관리층의 한 전형이었다고 할 수 있다.

## 이규보가 등장한 작품
- 《무인시대》(MBC, 2003년~2004년, 배우:차광수)
- 《무신》(MBC, 2012년~2012년, 배우:천호진)

## 주요 저서
- 《동국이상국집》
- 《국선생전》
- 《백운소설》

## 주요 작품
- 《미인원》
- 《영정중월》
- 서사시 《동명왕편》

## 가족 관계
- 아버지 : 호부낭중(戶部郎中) 이윤수(李允綏)

## 같이 보기
- 동명왕편
- 이인로
- 최충
- 최자
- 이규보로 - 십정동에 위치한 도로

## 참고 자료
- 이 문서에는 다음커뮤니케이션(현 카카오)에서 GFDL 또는 CC-SA 라이선스로 배포한 글로벌 세계대백과사전의 "=무인시대의 문화" 항목을 기초로 작성된 글이 포함되어 있습니다.
- 이규보 저, 김상훈 역, 이규보 작품집 세트 (전2권), 보리, 2005. ISBN 8984282014